# Fatimiddynastins harem
Fatimiddynastins harem syftar på det kungliga haremet i Egypten som det var organiserat under härskarna ur fatimidernas dynasti. 
Fatimiderna i Egypten (909–1171) hade Abbasidernas harem som grundmodell. Även den byggde på grundmodellen med härskarens mor som den normalt viktigaste kvinnan, slavkonkubiner som blev umm walad om de födde härskarens barn; Jarya-slavinnor som underhållare; kvinnliga slavar som tjänare, och manliga eunucker. 
Kvinnorna i det fatimidiska haremet, som var mycket stort och kunde innehålla tusentals kvinnor, fick aldrig ses av en man utan måste leva hela sitt liv dolda bakom väggarna. 
Det hindrade dock inte att de kunde spela en offentlig roll, och de tilläts både skriva och emotta brev och tala med människor från bakom en skärm. 

## Hierarki

### Gemåler och kvinnliga släktingar
Hos fatimiderna kallades den främsta kvinna, som vanligen var monarkens mor, modern till hans tronarvinge eller möjligen en kvinnlig släkting, för sayyida eller al-sayyida al-malika ("drottning"), och hans gemåler, vare sig de var hustrur eller slavkonkubiner, för jiha eller al-jiha al-aliya (Hennes Höghet).

### Konkubiner
Fatimidernas konkubiner var ofta kristna eller före detta kristna, men deras ursprung är ofta okänt, och information om dem är bristfällig förutom de mest framträdande av dem; de beskrivs som vackra sångare, dansöser och musiker, var ofta föremål för kärleksdikter och anklagades ofta av samtida författare för att manipulera monarken.
En del kvinnor anlände som krigsbyten: när Abd Allah al-Mahdi Billah besegrade aghlabiderna medfördes de slavinnor och eunucker som hade ingått i aghlabidernas harem som slavar till fatimidernas harem.

### Underhållare
Under konkubinerna fanns de kvinnliga underhållarna, sång-flickorna, som kunde sjunga, dansa och spela musik, och som ofta gavs som diplomatiska gåvor mellan monarker. 

### Kvinnliga tjänare
Alla kvinnor verksamma vid hovet kallades för mustakhdimat eller qusuriyyat; kungliga slavinnor verksamma i det kungliga hushållet kallades muqimat och de som arbetade för hovet i hovets verkstäder i till exempel Fustat eller Qarafa kallades munqaqitat. Kvinnor arbetade i fabriker, 
arbab al-san'i min al-qusuriyyat, i hovets verkstäder som tillverkade kläder och livsmedel; de som arbetade i de offentliga fabriker kallades zahir och de som verkade i fabriker som tillverkade varor enbart för hovet kallades khassa. 
De uppgick ofta till trettio slavinnor per fabrik och arbetade under överseende av en slavinna med titeln zayn al-khuzzan, som ofta var grek. 

De slavinnor som användes som tjänare stod lägst ned i hierarkin. Hustrur, favoritkonkubiner och kvinnliga släktingar kunde ha hundratals kvinnliga slavar som uppassare. 
Fatimiderna utnämnde ammor till sina barn för att förhindra deras mödrar från att få inflytande över dem, och dessa ammor kunde uppnå en privilegierad position genom sin roll som uppfostrare av en tronarvinge och förbindelselänk mellan tronarvingen, monarken och modern.
En kategori slavinnor bar titeln shadadat och utgjorde de slavinnor som hade en viss förbindelse med yttervärlden, då de arbetade i de underjordiska gångar (saradib) som förband de olika delarna av palatset med varandra, och som användes av monarken. Dessa kvinnor förde varor från yttervärlden till haremet i de underjordiska gångarna med hjälp av mulor och åsnor.

### Eunucker
Haremen hos både den regerande dynastin och övriga överklassmän kunde innehålla hundratals slavar: visir Ibn Killis hade till exempel ett hushåll på 800 konkubiner och 4 000 förslavade manliga livvakter.
Högst i rang vid hovet var överhovmästaren, hajib, som ofta var eunuck men som efter flytten till Kairo ofta var sahib al-bab och som var militär och placera direkt under visiren i rang.  
Eunucker hade ansvar för haremet: de översåg kvinnorna, vaktade dem, informerade dem och rapporterade om dem, och fungerade som länken mellan dem och yttervärlden.